# .mt
.mt è il dominio di primo livello nazionale assegnato a Malta.
Il dominio era originariamente amministrato dall'Università di Malta.

## Domini di secondo livello
Sono disponibili i seguenti domini di secondo livello:
- .com.mt
- .org.mt
- .net.mt
- .edu.mt
- .gov.mt